# Maurizio Trombetta
Maurizio Trombetta (Udine, 29 settembre 1962) è un allenatore di calcio ed ex calciatore italiano, di ruolo attaccante, collaboratore tecnico del Milan.

## Carriera

### Giocatore
Ha iniziato la carriera da calciatore con l'Udinese squadra con la quale ha vinto il campionato Primavera 1980-1981 insieme ai friulani Paolo Miano, Gianfranco Cinello, Loris Dominissini, Luigi De Agostini. In prima squadra totalizza una sola presenza in Serie A, in occasione della sconfitta esterna contro il Cesena del 4 ottobre 1981.
A fine stagione viene ceduto al Catanzaro, con cui disputa 12 incontri in massima serie, con 2 reti all'attivo, in due partite consecutive contro Ascoli e Verona (in quella che è finora l'ultima vittoria dei calabresi in massima serie).
Nell'estate 1983 scende di due categorie per indossare la maglia della SPAL, appena retrocessa in Serie C1. Con gli estensi disputa due campionati in terza serie, quindi nella sessione autunnale del calciomercato 1985-1986 scende di un'altra categoria e passa al Giorgione, con cui realizza 6 reti in 28 gare. L'anno successivo resta inattivo, per poi ripartire sempre col Giorgione nel campionato di Serie C2 1987-1988, segnando 10 reti in 33 presenze.
A fine stagione passa alla Triestina, con cui alla prima stagione centra la promozione in Serie B. Fra i cadetti disputa con gli alabardati due stagioni da titolare, restando coi giuliani anche dopo la retrocessione dell'annata 1990-1991. Nell'autunno 1992 passa infine alla Pistoiese, con cui disputa un campionato di Serie C2 prima di lasciare l'attività agonistica.
In carriera ha totalizzato complessivamente 13 presenze e 2 reti in Serie A e 55 presenze e 6 reti in Serie B.

### Allenatore
Ha iniziato ad allenare gli allievi dell'Udinese nel 1994. Dopo pochi mesi è stato chiamato da Giovanni Galeone sulla panchina dell'Udinese che all'epoca militava in Serie B. Come vice di Galeone ha vinto il Campionato di Serie B.
L'anno dopo ha seguito Galeone a Perugia vincendo il campionato 1995-1996 e quindi a Napoli. Nel 1998 torna a Udine e questa volta è il vice di Francesco Guidolin. L'anno successivo (1999) con Guidolin va ad allenare il Bologna sempre in Serie A per 5 stagioni.
Nel 2003-2004 è ancora con Galeone ad Ancona e torna di nuovo a Udine per salvare l'Udinese nella stagione 2006-2007.
Nella stagione 2007-08 diventa primo allenatore del Sevegliano, in Eccellenza subentrando al vecchio allenatore alla settima di campionato, con la squadra ultima in classifica. Termina il campionato al quarto posto (31 punti fatti nel girone di ritorno), vincendo inoltre la fase regionale della Coppa Italia di Eccellenza. A fine stagione viene premiato come miglior allenatore del 2008 dei dilettanti friulani.
Nel giugno 2008 viene ingaggiato dall'imprenditore rumeno Arpád Paszkany proprietario del CFR Cluj (Romania), vincitrice di campionato e Coppa di Romania l'anno precedente come allenatore in seconda. Dopo l'esonero del primo allenatore Ioan Andone viene promosso lui a primo allenatore con la squadra qualificata per la prima volta alla UEFA Champions League 2008-2009.. L'esordio nella massima competizione europea per club è un successo: allo Stadio Olimpico il Cluj batte la Roma per 2 a 1 e pareggia 0 a 0 con il Chelsea. Il 18 dicembre 2008 viene in un primo momento esonerato per la "modesta" posizione nel campionato romeno, terzo a sei punti dalla prima, ma successivamente, dopo una riunione tra il presidente ed i suoi soci, viene confermato alla guida tecnica della squadra. Ancora dietrofront dei vertici del Cluj che motivano la scelta dell'esonero definitivo con il fatto che non hanno "pazienza" visto che devono rivincere il campionato. Dunque il 9 gennaio viene ufficialmente diramato il comunicato ufficiale di esonero nonostante il terzo posto in campionato e la qualificazione ai quarti di Coppa della Romania, tenuto conto che la squadra nei mesi precedenti ha dovuto giocare anche la Champions. Il 15 febbraio 2010 il presidente Foti lo ingaggia per sostituire mister Breda alla guida della formazione Primavera della Reggina. Il 4 novembre 2011 torna ad allenare in Romania nel Târgu Mureș.
Il 4 marzo 2012 diventa il collaboratore tecnico di Francesco Guidolin all'Udinese.
Dopo l'addio alla panchina dell'Udinese del tecnico veneto, rimane senza contratto; il 18 luglio 2014, con il passaggio di Massimiliano Allegri sulla panchina della Juventus, entra a far parte dello staff tecnico bianconero con il ruolo di collaboratore tecnico: riveste l'incarico fino al 2019, vincendo cinque scudetti consecutivi, e nuovamente dal 2021 fino al 2024.

## Statistiche

### Statistiche da allenatore
| Stagione            | Squadra         | Campionato      | Campionato | Campionato | Campionato | Campionato | Coppe nazionali | Coppe nazionali | Coppe nazionali | Coppe nazionali | Coppe nazionali | Coppe continentali | Coppe continentali | Coppe continentali | Coppe continentali | Coppe continentali | Altre coppe | Altre coppe | Altre coppe | Altre coppe | Altre coppe | Totale | Totale | Totale | Totale | Vittorie % | Piazz.      |
| Stagione            | Squadra         | Comp            | G          | V          | N          | P          | Comp            | G               | V               | N               | P               | Comp               | G                  | V                  | N                  | P                  | Comp        | G           | V           | N           | P           | G      | V      | N      | P      | %          | Piazz.      |
| ------------------- | --------------- | --------------- | ---------- | ---------- | ---------- | ---------- | --------------- | --------------- | --------------- | --------------- | --------------- | ------------------ | ------------------ | ------------------ | ------------------ | ------------------ | ----------- | ----------- | ----------- | ----------- | ----------- | ------ | ------ | ------ | ------ | ---------- | ----------- |
| nov. 2007-2008      | Sevegliano      | Ecc             | 23         | 11         | 9          | 3          | CI-Fvg+CI-Ecc   | 2+2             | 2+0             | 0+1             | 0+1             | -                  | -                  | -                  | -                  | -                  | -           | -           | -           | -           | -           | 27     | 13     | 10     | 4      | 48,15      | Sub., 4º    |
| set. 2008-gen. 2009 | CFR Cluj        | L1              | 11         | 6          | 3          | 2          | CR              | 2               | 2               | 0               | 0               | UCL                | 6                  | 1                  | 1                  | 4                  | -           | -           | -           | -           | -           | 19     | 9      | 4      | 6      | 47,37      | Sub., eson. |
| dic. 2010           | Torviscosa      | D               | -          | -          | -          | -          | -               | -               | -               | -               | -               | -                  | -                  | -                  | -                  | -                  | -           | -           | -           | -           | -           | 0      | 0      | 0      | 0      | —          | Sub., dim.  |
| nov. 2011-gen. 2012 | Târgu Mureș     | L1              | 6          | 2          | 2          | 2          | CR              | -               | -               | -               | -               | -                  | -                  | -                  | -                  | -                  | -           | -           | -           | -           | -           | 6      | 2      | 2      | 2      | 33,33      | Sub., eson. |
| Totale carriera     | Totale carriera | Totale carriera | 40         | 19         | 14         | 7          |                 | 6               | 4               | 1               | 1               |                    | 6                  | 1                  | 1                  | 4                  |             |             |             |             |             | 52     | 24     | 16     | 12     | 46,15      |             |

## Palmarès

### Giocatore

#### Competizioni giovanili
- Campionato Primavera: 1

Udinese: 1980-1981

#### Competizioni nazionali
- Serie C2: 1

Pistoiese: 1992-1993

### Allenatore

#### Competizioni nazionali
- Coppa di Romania: 1

CFR Cluj: 2008-2009

#### Competizioni regionali
- Coppa Italia Dilettanti Friuli-Venezia Giulia: 1

Sevegliano: 2007-2008